# Oskar Matute García de Jalón
Oskar Matute García de Jalón (Barakaldo, 5 d'octubre de 1972) és un polític basc, líder des del 2009 d'Alternatiba, partit polític integrat a Euskal Herria Bildu, formació per la qual va ser diputat del Parlament Basc i del Congrés dels Diputats espanyol. Anteriorment va ser diputat a la cambra basc per Ezker Batua-Berdeak, referent basc d'Esquerra Unida.
Diplomat en Empresarials per la Universitat del País Basc, Matute va ser coordinador de la Presidència d'Ezker Batua-Berdeak i de la Presidència Federal d'Esquerra Unida, i ha estat membre del Parlament Basc en la VII i VIII Legislatures. En ambdues legislatures va exercir com a vicepresident de la Comissió d'Ordenació Territorial, Transports i Medi ambient; en la VIII, va ocupar a més el càrrec de President de la Comissió de Control Parlamentari d'EITB.
En 2008 va encapçalar l'única candidatura alternativa en la VII Assemblea d'Ezker Batua i que agrupava a bona part dels sectors crítics; però el Partit Comunista d'Euskadi, que fins llavors s'havia mostrat discrepant amb la direcció, va optar per donar suport la candidatura principal, amb el que finalment es va ratificar de nou a Javier Madrazo com Coordinador General, càrrec del qual va dimitir davant els dolents resultats electorals que va obtenir la seva formació en les eleccions al Parlament Basc de 2009. Paral·lelament va participar en la fundació d'Alternatiba Eraikitzen (construint l'alternativa en euskera), inicialment una organització sociopolítica que es va constituir en partit polític amb el nom d'Alternatiba, abandonant definitivament Ezker Batua, a l'abril de 2009. Alternatiba es defineix com un partit sobiranista i d'esquerres.
Matute és, a més, membre de Lokarri, Fundació Vent Sud, Fundació Gogoa i CCOO. Els seus articles d'opinió poden llegir-se setmanalment en la publicació electrònica Astekari Digitala.